# Cynanchum boudieri
Cynanchum boudieri là một loài thực vật có hoa trong họ La bố ma. Loài này được H.Lév. & Vaniot mô tả khoa học đầu tiên năm 1907.